# 尹奉吉义士纪念馆

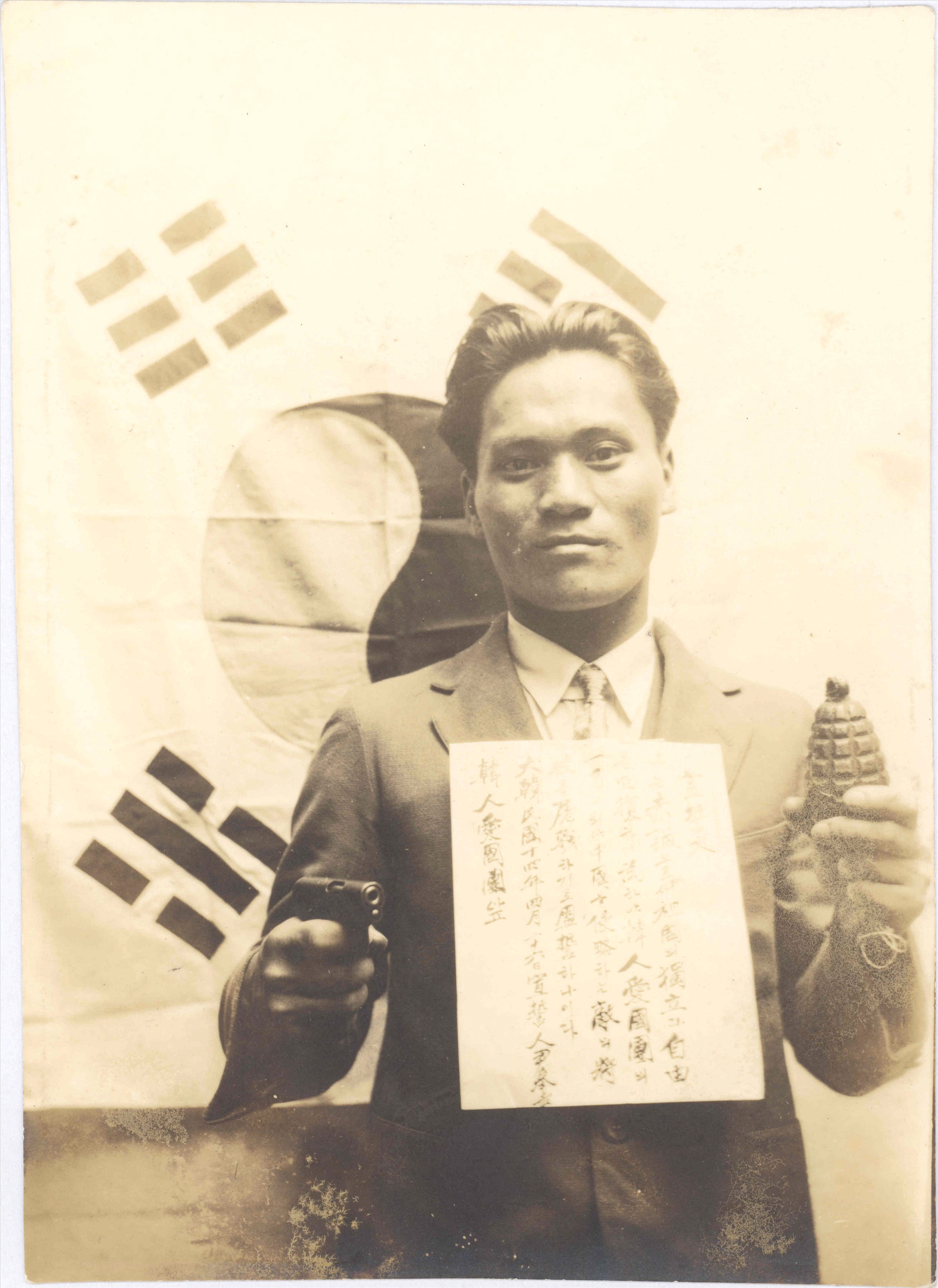

尹奉吉义士纪念馆（韓語：윤봉길의사기념관）是韩国独立运动家尹奉吉的纪念馆。位于首尔特别市瑞草区良才洞梅轩路99号。

## 历史
1988年12月1日建成开放。收藏有义士的遗品和勋章。升旗台上悬挂着尹奉吉在流亡中国之前，为农村发展而设立的月进会会旗。会旗是白色背景上有3条绿色粗线条，中间为木槿花。

## 营业时间
开放时间为除星期日及公众假期外，所有日的上午10时至晚上6时。免费入场。